# Камбоджа на летних Олимпийских играх 2008
Камбоджа на летние Олимпийские игры 2008 был направлен Национальным олимпийским комитетом Камбоджи. В заявке Камбоджи было представлено 4 спортсмена в двух видах спорта, которые не завоевали медалей.

## Состав олимпийской команды

### Лёгкая атлетика
| Спортсмен    | Дисциплина      | Квалификация | Квалификация | Четвертьфинал         | Четвертьфинал         | Полуфинал             | Полуфинал             | Финал                 | Место |
| Спортсмен    | Дисциплина      | Результат    | Место        | Результат             | Место                 | Результат             | Место                 | Результат             | Место |
| ------------ | --------------- | ------------ | ------------ | --------------------- | --------------------- | --------------------- | --------------------- | --------------------- | ----- |
| Титлинда Соу | 100 м, женщины  | 12,98        |              | Закончила выступление | Закончила выступление | Закончила выступление | Закончила выступление | Закончила выступление | 70    |
| Хем Бунтинг  | мужской марафон |              |              |                       |                       |                       |                       | 2:33:32               | 73    |

### Плавание
| Спортсмен       | Дисциплина                   | Предварительный | Предварительный | Полуфинал             | Полуфинал             | Финал                 | Финал                 |
| Спортсмен       | Дисциплина                   | Время           | Место           | Время                 | Место                 | Время                 | Место                 |
| --------------- | ---------------------------- | --------------- | --------------- | --------------------- | --------------------- | --------------------- | --------------------- |
| Понлоеу Хемтхон | Мужчины, 50 м, вольный стиль | 27,39           | 79              | Закончил выступление  | Закончил выступление  | Закончил выступление  | Закончил выступление  |
| Витини Хемтхон  | Женщины, 50 м, вольный стиль | 31,41           | 78              | Закончила выступление | Закончила выступление | Закончила выступление | Закончила выступление |